# Эль-Хаса
Эль-Ха́са (араб. الْأَحْسَاء‎ Al-Aḥsāʾ) — историческая область в Восточной провинции Саудовской Аравии, в северо-восточной части Аравийского полуострова. Расположена в низменности вдоль Персидского залива до полуострова Катар и пустыни Эль-Джафура. Площадь региона составляет 8544 гектаров.
В области Эль-Хаса, приблизительно в 140 километрах к юго-востоку от Ратифа, расположен одноимённый оазис.

## История
Эль-Хаса была заселена с доисторических времен, привлекая людей обилием водных ресурсов.

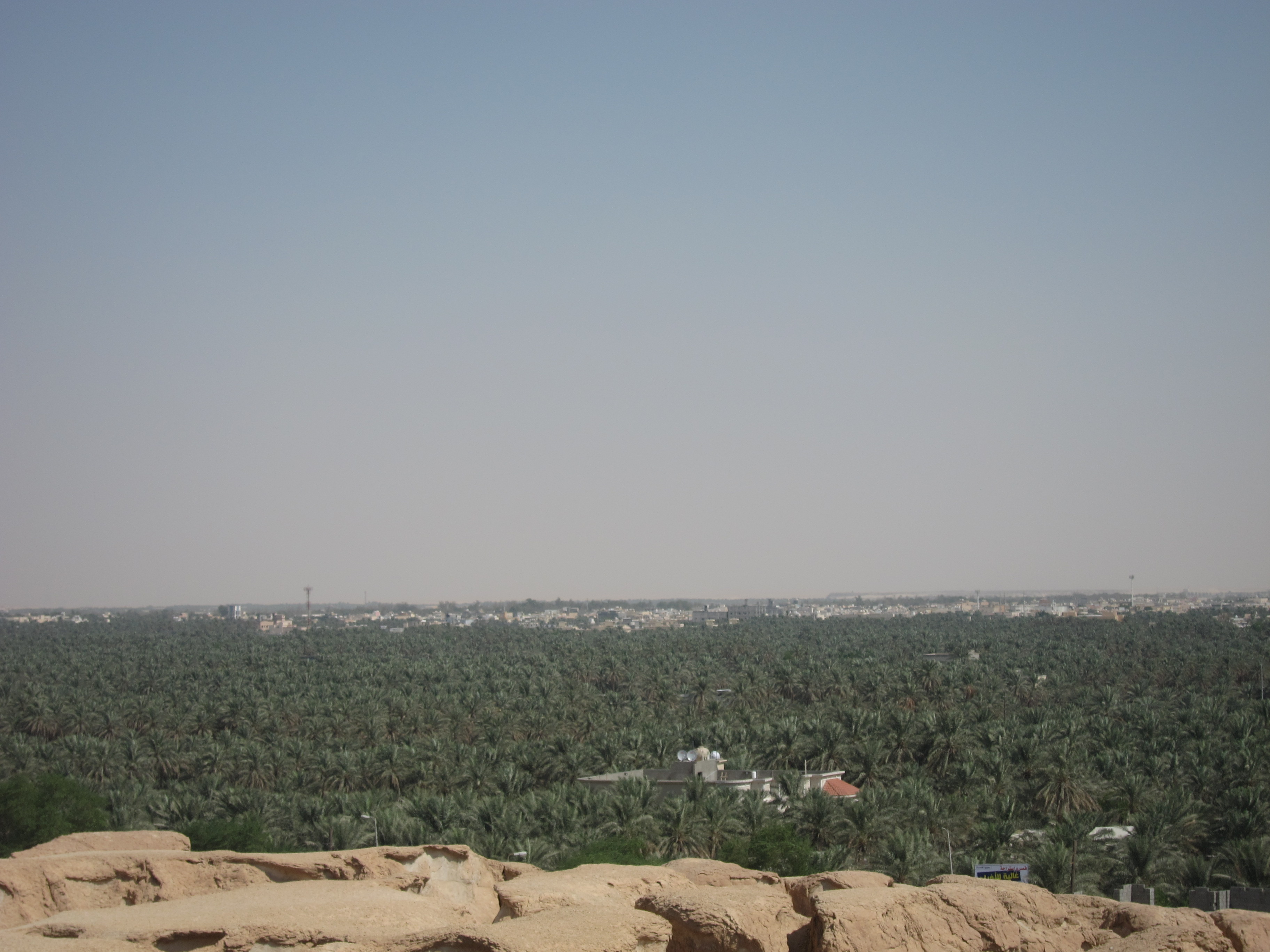
Оазис с пальмами

В 899 году н. э. этот регион перешел под контроль карматского лидера Абу Тахир аль-Джаннаби и был объявлен независимым от Аббасидского халифата. Его столица находилась в Эль-Муминийе, недалеко от современного города Эль-Хуфуф. Примерно к 1000 году Эль-Хаса с населением около 100 000 жителей стал 9-м по величине городом в мире. В 1077 году Карматское государство Эль-Хаса было свергнуто Уюнидами. Эль-Хаса впоследствии попал под власть Джабридов.
В 1550 году Эль-Ахса и соседний Эль-Катиф вошли в территорию Османской империи под управлением Сулеймана I. Эль-Хаса был включен в эялет Лахса.

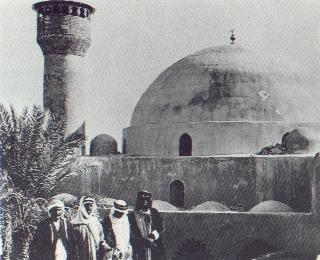
Каср Ибрагим, построенный в 1556 году.

Османы были изгнаны из Эль-Хасы в 1670 году, регион перешел под власть вождей племени Бану Халид.
В 1795 году Эль-Хаса вместе с Эль-Катифом вошел в состав ваххабистского Дирийского эмирата, но в 1818 году вновь вернулся под контроль османов. В 1830 году эмират Неджд захватил этот регион.
Прямое Османское правление было восстановлено в 1871 году, Эль-Хаса был включен в состав сначала Багдадского вилайета, а в 1875 году — в вилайет Басра. В 1913 году Ибн Сауд присоединил Эль-Хасу и Эль-Катиф к своим владениям в Неджде.
В 1922 году был урегулирован вопрос границ между Кувейтом и Саудовской Аравией. Британский представитель в Кувейте Джон Мор встретился с Ибн Саудом и признал его суверенитет над территориями, на которые претендовал эмир Кувейта.

## Экономика
Исторически Эль-Хаса была одним из немногих районов на Аравийском полуострове, где выращивали рис. В 1938 году вблизи Эд-Даммама были открыты нефтяные месторождения, а в начале 1960-х годов уровень добычи достиг 1 миллиона баррелей нефти в сутки. Самое крупное нефтяное месторождение — месторождение Гавар.
Эль-Хаса имеет более 2 миллионов пальм, которые производят более 100 тысяч тонн фиников каждый год.